# Roland Young
Roland Young, född 11 november 1887 i London i England, död 5 juni 1953 i New York i New York, var en brittisk skådespelare.
Young debuterade som teaterskådespelare 1908 i England. 1912 kom han till Broadway i USA där ha medverkade i många uppsättningar fram till 1944. Han gjorde filmdebut 1922 som Dr. Watson i en stumfilmsversion av Sherlock Holmes. Young är främst känd för rollen som Cosmo Topper i tre övernaturliga komedifilmer, Det spökar i sta'n, Det spökar på rivieran och En förbryllande natt. Han hade även en större biroll som snuskhummern farbror Willie i En skön historia 1940.
Han har två stjärnor på Hollywood Walk of Fame, en för film vid 6523 Hollywood Blvd, och en för TV vid 6315 Hollywood Blvd.

## Filmografi i urval
- 1922 – Sherlock Holmes
- 1932 – En timme med dig
- 1932 – Natten är vår
- 1935 – David Copperfield
- 1935 – Det var livat i Paris
- 1936 – Mannen som kunde göra underverk
- 1937 – Ökenskattens hemlighet
- 1937 – Det spökar i sta'n
- 1938 – Det spökar på Rivieran
- 1938 – Hela familjen på vift
- 1939 – Mannen som kom tillbaka
- 1940 – Lilla lögnerskan
- 1940 – En skön historia
- 1941 – Tvillingarna
- 1941 – En förbryllande natt
- 1942 – Alla kysste bruden
- 1942 – En dam smider planer
- 1943 – Till nu och för evigt
- 1944 – Direktörn söker nattlogi
- 1945 – …och sen var ingen kvar
- 1948 – Upp genom luften